# 極道鮮師電影版
《極道鮮師電影版》是同名電視劇的電影版，由仲間由紀惠主演。於2009年7月11日在日本上映，2009年12月24日在台灣上映，2010年1月14日在香港上映，於2010年8月27日於衛視電影台上映。

## 概要
《極道鮮師THE MOVIE》是日本電視台同名電視劇的電影版作品，也是本系列電視劇作品的完結篇。劇情是於2009年3月28日（日本時間）播出的《極道鮮師3　畢業特別篇'09》的續篇，為整個系列劃上句號的完結，而曾經演出三部電視劇系列的主要學生亦友情演出。
此外，電影預售票的銷售量極佳，據東寶統計，以上映之前兩周的預售票銷量相比，是總票房曾經創下45.6億日圓紀錄之「再續幸福の三丁目」（2007年）的10倍左右。可以稱為至今為止，日本電視台所拍攝的電影中，最強檔的作品。

## 劇情簡介
熱血教師山口久美子（仲間由紀惠 飾）擔當高校教師以來已有七年。在一年前，久美子到赤銅學院高校任職，接下了新一屆3年D班的班主任。在赤銅學院的新學年，久美子重遇黑銀學院的畢業生－小田切龍（龜梨和也 飾），而龍是赤銅學院的實習教師。
新一屆的3年D班是以高杉怜太（玉森裕太 飾）為首，眾學生依舊不信任老師。另一方面，已於赤銅學院畢業的風間廉（三浦春馬 飾）捲入了毒品事件……

## 登場人物

### 赤銅學院教職員
- 山口久美子（數學教師）

仲間由紀惠飾演。
小田切龍（實習教師／黑銀學院畢業生）
- 龜梨和也飾演。

猿渡五郎（校長）
- 生瀨勝久飾演。

赤木遼子（理事長）  ＊第三部中名為赤城遼子。
- 江波杏子飾演。

鷹野葵（英語教師）
- 平山綾飾演。

鮎川櫻（保健室教師）
- 星野亞希飾演。

馬場正義（體育教師）
- 東幹久飾演。

牛島豊作（古典教師）
- 佐藤二朗飾演。

鳩山康彦（世史教師）
- 魁三太郎飾演。

鶴岡圭介（物理教師）
- 石井康太飾演。

### 大江戶一家
黑田龍一郎（久美子的外祖父）
- 宇津井健飾演。

朝倉哲（舍弟）
- 金子賢飾演。

若松弘三（若頭代理）
- 阿南健治飾演。

達川ミノル（舍弟）
- 内山信二飾演。

菅原誠（舍弟）
- 両國宏飾演。

### 赤銅學院3年D班
高杉怜太
- 玉森裕太（Kis-My-Ft2）飾演。

望月純平
- 賀來賢人飾演。

松下直也
- 入江甚儀飾演。

五十嵐真
- 森崎溫飾演。

武藤一輝
- 落合扶樹飾演。

赤銅學院3年D班其他學生
大友大
- 安達大飾演。

金田建太
- 絲木建太飾演。

川上雅大
- 大川雅大飾演。

黒江健介
- 大和田健介飾演。

澤村徹
- 上鶴徹飾演。

篠塚一志
- 川畑一志飾演。

柴田りょう
- 坂口りょう飾演。

城之内純平
- 笹山純平飾演。

城之内哲平
- 笹山哲平飾演。

千葉永久
- 標永久飾演。

土井隼也
- 白石隼也飾演。

中畑佳輔
- 富田佳輔飾演。

廣岡アンドリュー
- 冨森アンドリュー飾演。

藤田柊吾
- 永嶋柊吾飾演。

別所信裕
- 西原信裕飾演。

堀内佑貴
- 日和佑貴飾演。

森雄也
- 福田雄也飾演。

吉村將平
- 山崎將平飾演。

與那嶺大貴
- 渡邊大貴飾演。

### 赤銅學院畢業生
緒方大和
- 高木雄也（Hey! Say! JUMP）飾演。

風間廉
- 三浦春馬飾演。

本城健吾
- 石黒英雄飾演。

市村力哉
- 中間淳太（B.A.D.）飾演。

倉木悟
- 桐山照史（B.A.D.）飾演。

神谷俊輔
- 三浦翔平飾演。

赤銅學院其他畢業生
蘆田龍翼
- 伊藤龍翼飾演。

池田弘人
- 上船弘人飾演。

石橋篤海
- 菅野篤海飾演。

大隈邑彌
- 木戸邑彌飾演。

大平康介
- 鯨井康介飾演。

岡田慎平
- 小堀慎平飾演。

片山心
- 小柳心飾演。

桂良太郎
- 清水良太郎飾演。

齊藤恵佑
- 千葉恵佑飾演。

鈴木慎矢
- 寺田慎矢飾演。

田中麻聖
- 中山麻聖飾演。

寺內京介
- 濱尾京介飾演。

濱口公輝
- 前田公輝飾演。

原明大
- 真山明大飾演。

細川丸男
- まるお飾演。

松方廣
- 矢崎廣飾演。

三木亮平
- 山田亮平飾演。

村山壽太
- 夕輝壽太飾演。

山本ユウジ
- ユウジ飾演。

吉田龍也
- 若葉龍也飾演。

若槻友也
- 蕨野友也飾演。

### 白金學院畢業生
內山春彥
- 小栗旬飾演。

南陽一
- 石垣佑磨飾演。

野田猛
- 成宮寬貴飾演。

熊井輝夫(大熊)
- 脇知弘飾演。

畢業後經營自家熊井拉麵店。

### 黑銀學院畢業生
小田切龍
龜梨和也（KAT-TUN）飾演。
畢業後繼續讀大學並考取到教師執照但不知道真正要做什麼，在猿渡教頭安排下進入赤銅學院當實習老師。
武田啟太
小池徹平（WaT）飾演。
畢業後進入公司工作，是個一般的上班族。
土屋光
速水直道飾演。
畢業後進入電視台工作，擔任攝影師。
日向浩介
小出惠介飾演。畢業後成為汽車修理技師。

### 其他
黒瀬健太郎（IT企業社長）
- 澤村一樹飾演。

鮫島剛（劫機犯）
- 竹内力飾演。

寺田雅也（謎之男）
- 袴田吉彦飾演。

## 主題曲
「プルメリア ～花唄～」
- 主唱：Aqua Timez

## 關聯條目
- 極道鮮師

## 外部連結
- 互联网电影数据库（IMDb）上《極道鮮師電影版》的资料（英文）